# Faláfel
Faláfel o falafel (en árabe egipcio: فلافل falāfil [faˈlaːfɪl]ⓘ, en arameo: ܦܠܐܦܠ) es una croqueta de garbanzos o habas. Suele consumirse en Oriente Medio, y en los últimos años se ha dado a conocer en occidente gracias a los restaurantes especializados en comida oriental y vegetariana. Tradicionalmente se sirve con salsa de yogur o de tahini,  en pan de pita o bien como entrada.

## Orígenes
A pesar de que su origen es incierto, la palabra "falafel" viene de la palabra árabe فلفل (filfil), que significa pimiento. El faláfel (al menos al estilo de Oriente Medio) está hecho con habas, garbanzos o una combinación de ambos. La variante egipcia, llamada ta`miyya (طعمية), emplea exclusivamente habas, mientras que la variante palestina emplea exclusivamente garbanzos. Lo que hace diferente al faláfel de otras albóndigas, es que las habas o garbanzos no se cuecen: simplemente se ponen en agua hasta que se ablandan y luego se trituran (se les puede quitar la piel antes) mezclados con ajo y una buena cantidad de cilantro, principalmente, para formar una pasta. Con esa pasta se hacen unas bolas achatadas (con esta forma posteriormente se pueden meter en pan de pita) que se fríen en abundante aceite. En ocasiones puede utilizarse también harina de garbanzo, harina de trigo o pan rallado, para dar más consistencia a la mezcla.

## Variantes
Actualmente, las tendencias culinarias han provocado el triunfo del faláfel de garbanzo sobre el faláfel de haba. En su libro Faláfel y Yo, L. Kensington explica que sólo utiliza garbanzos, no habas. Los faláfel de garbanzo se sirven en todo el Oriente Medio (donde se ha hecho tan popular que los McDonald los han servido como "McFalafel" en algunos países) y se han popularizado gracias a expatriados de esos países. Los expatriados israelíes han jugado un papel crucial en la popularización del falafel de garbanzo en el extranjero, especialmente en grandes zonas de asentamiento israelí o judío, como el área metropolitana de Nueva York o en la Ciudad Autónoma de Buenos Aires, principalmente en el barrio de Balvanera, mientras que en Europa se ha popularizado, en su mayoría, gracias a las colonias de inmigrantes libaneses, turcos y kurdos.[cita requerida]

## Presentación
Es costumbre servirlo como entrante, formando parte de una comida de entrantes típica de la cultura árabe llamada meze, con el complemento de una salsa de yogur, muy común también en otros países mediterráneos como acompañamiento de muchos platos, compuesta de yogur, aceite de oliva, ajo muy picado, zumo de limón y, menta fresca picada y sal.
Los judíos yemenitas introducen el pita falafel en la década de 1930. Los faláfel se sirven con ensaladas y salsa de hummus o de tahini, y meterlo en pan de pita caliente para degustarlo a modo de “bocadillo” / "sandwich". Este plato se popularizó en Israel en la década de 1950.
Hoy en día los faláfel se pueden comprar en la sección de refrigerados en muchos supermercados y otros establecimientos comerciales de Europa, incluyendo las tiendas halal.